# 디랙 장
디랙 장(영어: Dirac field)은 양자장론에서 스핀 1/2 페르미 입자를 설명하는 스피너 장이다. 상대론적 양자역학에서 디랙 방정식에 따른 장으로 폴 디랙에 의해 도입되었다.
디랙 장 ψ(x) 는 미소 로런츠 변환하에서
{\displaystyle i[M_{\mu \nu },\psi _{a}(x)]=x_{\mu }\partial _{\nu }\psi _{a}-x_{\nu }\partial _{\mu }\psi _{a}+i(S_{\mu \nu })_{a}{}^{b}\,\psi _{b}}
라고 변환된다. 스핀 행렬 S 는 감마 행렬에 의해
{\displaystyle S_{\mu \nu }={\frac {i}{4}}(\gamma _{\mu }\gamma _{\nu }-\gamma _{\nu }\gamma _{\mu })}
라고 표현된다. 디랙 장은 감마 행렬의 행렬 성분과 같은 첨자를 가지며, 4차원 시공에서는 4성분의 장이다. 디랙 표시나 손지기 표시등 감마 행렬의 표시에 의해 겉보기 성분은 변화한다.

## 자유장
상호작용을 하지 않는 자유 디랙 장은 디랙 방정식
{\displaystyle i\gamma ^{\mu }\partial _{\mu }\psi -m\psi =0}
에 따른다. m 은 디랙 장을 양자화한 입자의 질량으로 해석된다. 디랙 방정식을 유도하는 라그랑지언은
{\displaystyle {\mathcal {L}}(\psi ,\partial \psi )=i{\bar {\psi }}\gamma ^{\mu }\partial _{\mu }\psi -m{\bar {\psi }}\psi }
이다. 여기서 ψ 는 ψ 의 디랙 공액이다.

## 카이랄리티
4차원 시공간에서 감마 행렬로
{\displaystyle \gamma _{5}\equiv i\gamma ^{0}\gamma ^{1}\gamma ^{2}\gamma ^{3}}
로 정의된 행렬 γ5 는
{\displaystyle (\gamma _{5})^{\dagger }=\gamma _{5},~(\gamma _{5})^{2}=1,~\{\gamma ^{\mu },\gamma _{5}\}=0}
라는 성질을 가진다. γ5 는 카이랄리티라고 불린다. γ5 는 고유치 ±1 을 갖고, 고유치 +1 의 부분공간은 왼손형성분(left-handed, LH), −1 의 부분공간은 오른손성분(right-handed, RH)이라고 한다. 사영연산자를
{\displaystyle P_{L}\equiv {\frac {1-\gamma _{5}}{2}},~P_{R}\equiv {\frac {1+\gamma _{5}}{2}}}
에 의해 정의되면,
{\displaystyle \psi _{L}=P_{L}\psi } ,
{\displaystyle \psi _{R}=P_{R}\psi }
로서 왼손형, 오른손형 성분으로 분해할 수 있다. 정의로부터 명백한 것과 같이, 왼손형 성분과 오른손형 성분을 더하면 원래 스피너가 된다:
{\displaystyle \psi _{L}+\psi _{R}=\psi }
또한 감마 행렬을 걸면 카이랄리티가 바뀐다.
{\displaystyle \gamma _{5}(\gamma ^{\mu }\psi _{L})=+\gamma ^{\mu }\psi _{L},~\gamma _{5}(\gamma ^{\mu }\psi _{R})=-\gamma ^{\mu }\psi _{R}}

## 바일 스피너
바일 표시에서는 카이랄리티가
{\displaystyle \gamma _{5}={\begin{pmatrix}-\mathbf {1} &\mathbf {0} \\\mathbf {0} &\mathbf {1} \\\end{pmatrix}}}
이 된다. 즉, 스피너 상2성분이 왼손형 성분, 하2성분이 오른손형 성분이 된다. 디랙 스피너를 카이랄리티로 나눈 2성분 스피너를 바일 스피너라고 부른다.
{\displaystyle \psi ={\begin{pmatrix}\xi \\{\bar {\eta }}\\\end{pmatrix}}} .
여기서 ψ 는 디랙 스피너（4성분）、ξ, η 는 바일 스피너（2성분）。
디랙  방정식을 바일 스피너로 쓰면,
{\displaystyle i{\frac {\partial {\bar {\eta }}}{\partial t}}+i{\boldsymbol {\sigma }}\cdot \nabla {\bar {\eta }}-m\xi =0}
{\displaystyle i{\frac {\partial \xi }{\partial t}}-i{\boldsymbol {\sigma }}\cdot \nabla \xi -m{\bar {\eta }}=0}
가 된다. 질량이 0일 때
{\displaystyle i{\frac {\partial \xi }{\partial t}}=i{\boldsymbol {\sigma }}\cdot \nabla \xi }
{\displaystyle i{\frac {\partial {\bar {\eta }}}{\partial t}}=-i{\boldsymbol {\sigma }}\cdot \nabla {\bar {\eta }}}
가 되어 이것은 바일 방정식이라고 불린다.

## 참고 문헌
- 九後汰一郎 (1989). 《ゲージ場の量子論Ⅰ》. 新物理学シリーズ. 培風館. ISBN 978-4-563-02423-9.九後汰一郎 (1989). 《ゲージ場の量子論Ⅰ》. 新物理学シリーズ. 培風館. ISBN 978-4-563-02423-9.
- 坂井典佑 (2002). 《場の量子論》. 裳華房フィジックスライブラリー. 裳華房. ISBN 4-7853-2212-8.坂井典佑 (2002). 《場の量子論》. 裳華房フィジックスライブラリー. 裳華房. ISBN 4-7853-2212-8.
- V.P.ナイア. 《現代的な視点からの場の量子論 基礎編》. 阿部泰裕, 磯暁 訳. 丸善. ISBN 978-4-621-06172-5.V.P.ナイア. 《現代的な視点からの場の量子論 基礎編》. 阿部泰裕, 磯暁 訳. 丸善. ISBN 978-4-621-06172-5.
- M.E.Peskin, D.V.Schroeder (1995). 《An Introduction to Quantum Field Theory》. Westview Perss. ISBN 978-0-201-50397-5.M.E.Peskin, D.V.Schroeder (1995). 《An Introduction to Quantum Field Theory》. Westview Perss. ISBN 978-0-201-50397-5.